# Poa ramosissima
Poa ramosissima är en gräsart som beskrevs av Joseph Dalton Hooker. Poa ramosissima ingår i släktet gröen, och familjen gräs. Inga underarter finns listade i Catalogue of Life.